# Nivnička
Nivnička är ett vattendrag i Tjeckien.   Det ligger i regionen Zlín, i den östra delen av landet, 260 km sydost om huvudstaden Prag.